# Гитлер, Уильям Патрик
Уильям Патрик Гитлер («Вилли», позже Стюарт-Хьюстон; 12 марта 1911 — 14 июля 1987) — племянник Адольфа Гитлера.

## Биография

### Происхождение
Уильям Патрик Гитлер родился в семье единокровного брата Адольфа Гитлера Алоиса и его первой жены-ирландки Бриджит Даулинг. Родители встретились в Дублине, когда Алоис жил там в 1909 году. Позже они переехали в Ливерпуль, где в 1911 году родился Уильям. Семья проживала в квартире на Верхней Стэнхоуп-стрит, № 102, которая была разрушена в последний немецкий воздушный налёт на Ливерпуль 10 января 1942 года.
В 1914 году отец Уильяма вернулся в Германию, но Бриджит отказалась ехать с ним. В Германии отец Уильяма женился ещё раз. От этого брака родился его единокровный брат Хайнц Гитлер. В 1929 году 18-летний Уильям повидался с отцом в Германии. Отец в Гамбурге был осуждён за двоежёнство, и, отбыв срок в тюрьме, вернулся в Англию к Бриджит.

### В нацистской Германии
В 1933 году Уильям Патрик Гитлер приехал в Германию в попытке воспользоваться влиянием дяди. Адольф Гитлер помог ему устроиться в банк. Позднее Уильям Патрик устроился на автомобильный завод Opel, а после работал продавцом автомобилей. Недовольный своим положением, он написал дяде, что если тот ему не поможет, то Уильям начнёт рассказывать общественности о семье Адольфа.
В 1938 году Адольф Гитлер попросил Уильяма отказаться от британского гражданства в обмен на высокопоставленную работу. Испугавшись ловушки, Уильям решил покинуть нацистскую Германию, а затем стал шантажировать Адольфа Гитлера, угрожая написать в прессе, что дед фюрера был евреем. Вернувшись в Лондон, он написал статью «Почему я ненавижу моего дядю».
В 1939 году Уильям со своей матерью отправился в Соединенные Штаты по приглашению издателя Уильяма Рэндольфа Херста, и они остались там, когда началась Вторая мировая война. После специального запроса на имя президента США Франклина Д. Рузвельта в 1944 году Уильяму было разрешено служить в американском флоте. Уильям Патрик Гитлер служил на флоте США как санитар до 1947 года. Он был ранен на службе в ходе Второй мировой войны.

### Жизнь после войны
После окончания службы, Уильям Патрик изменил свою фамилию на Стюарт-Хьюстон, женился в 1947 году и переехал в Лонг-Айленд, штат Нью-Йорк.
Стюарт-Хьюстон был женат на Филлис Жан-Жак (ум. 2.11.2004), которая родилась в Германии в 1923 или 1925 году. Их первый сын Александр Адольф родился в 1949 году. Позже у них родилось ещё трое сыновей — Луи (р. 1951), Говард Рональд (1957—1989), и Брайан Уильям (1965).
У Стюарт-Хьюстона был собственный бизнес: анализ крови для больниц. В собственном двухэтажном доме (Патчог, Силвер-стрит, № 71) он устроил лабораторию, которую назвал Брукхейвенской.
Уильям умер 14 июля 1987 года в Патчог, Нью-Йорк, и его останки были похоронены рядом с матерью Бриджит, на кладбище Гроба Господня в Корам, Нью-Йорк.

## Семья
Говард Рональд Стюарт-Хьюстон был специальным агентом уголовного розыска отдела Internal Revenue Service. Погиб в автокатастрофе 14 сентября 1989. Говард Рональд похоронен в Храме Гроба Господня кладбище Корам в Нью-Йорке.
Ни один из детей Уильяма не имел собственных детей. Александр Адольф, в настоящее время социальный работник, заявил, что, вопреки предположениям, у детей Уильяма нет никакого соглашения о намерении не продолжать родословную Гитлера.

## Память
Его жизнь запечатлена в документальных фильмах, а также в произведениях художественной литературы:
- Beryl Bainbridge в романе 1978 года Молодой Адольф изобразил предполагаемый в 1912—13 годах визит 23-летнего Адольфа Гитлера в Ливерпуль к родственникам (в том числе показан маленький Уильям) с использованием чёрного юмора для обыгрыша его неприспособленности.
- Грант Моррисон и Steve Yeowell в 1989 году выпустили комикс под названием Новые приключения Гитлера, сюжет которого также основывается на предполагаемом посещении Ливерпуля Гитлером.
- В октябре 2005 года на History Channel вышел в эфир часовой документальный фильм под названием «Семья Гитлера», в котором Уильям Патрик Гитлер показан вместе с другими родственниками Адольфа Гитлера.
- В апреле 2006 года, был поставлен в Огайо театре в Нью-Йорке спектакль «Маленький Вилли», по жизни Уильяма Патрика Гитлера. Затем его повторили в West End в Лондоне.